# Parapalicus trituberculatus
Parapalicus trituberculatus is een krabbensoort uit de familie van de Palicidae. De wetenschappelijke naam van de soort is voor het eerst geldig gepubliceerd in 1981 door Chen.